# Оголовок Бердянської коси
Оголовок Бердянської коси — ландшафтний заказник місцевого значення. Об'єкт розташований на території Бердянського району Запорізької області, оголовок Бердянської коси з прилеглою акваторією Бердянської затоки.
Площа — 221 га, статус отриманий у 1998 році.
Заказник належить до переліку природно-заповідних територій, особливо важливих для збереження біорізноманіття Запорізької області.

## Галерея

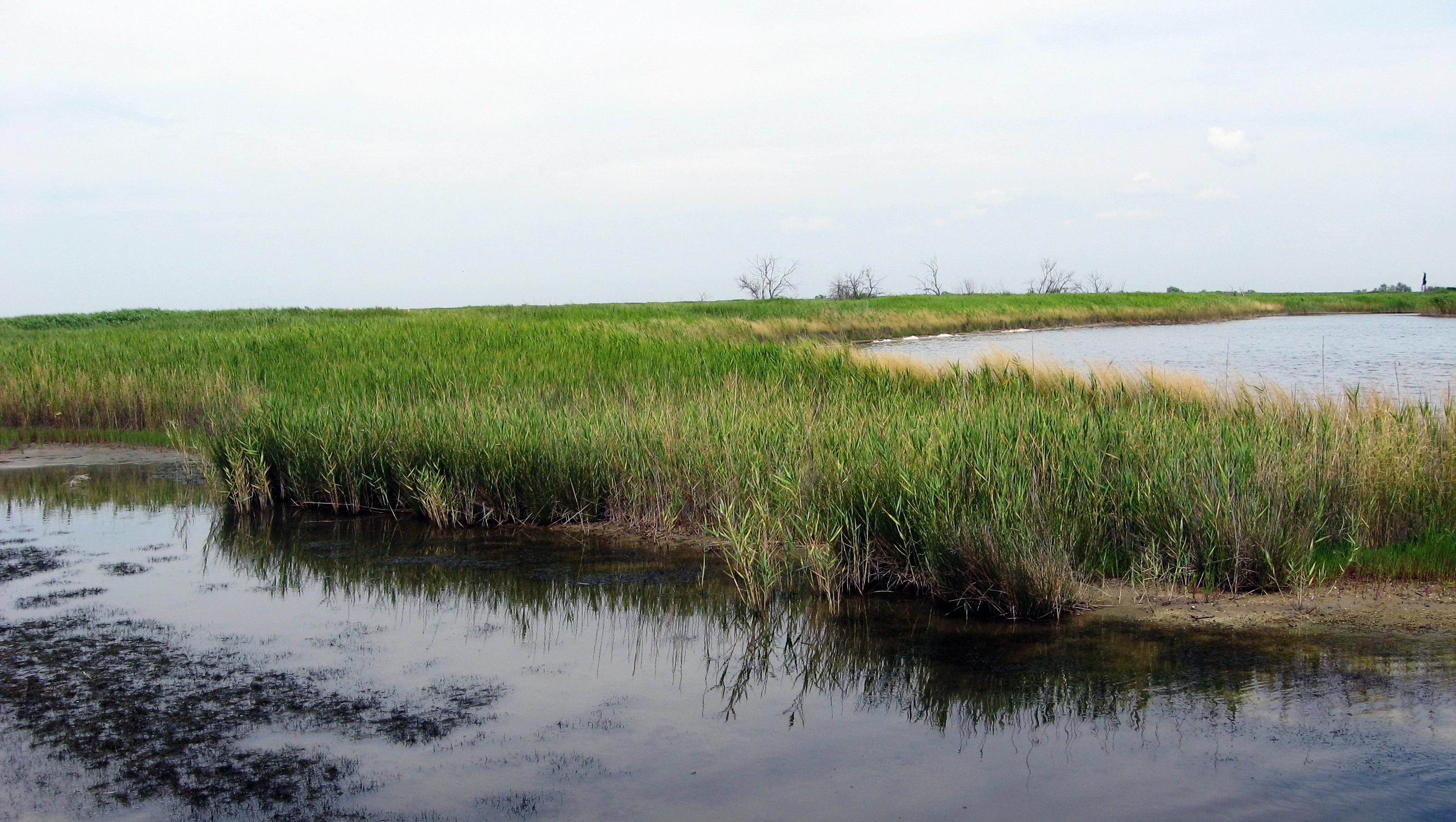
Солоні озера (липень 2008)
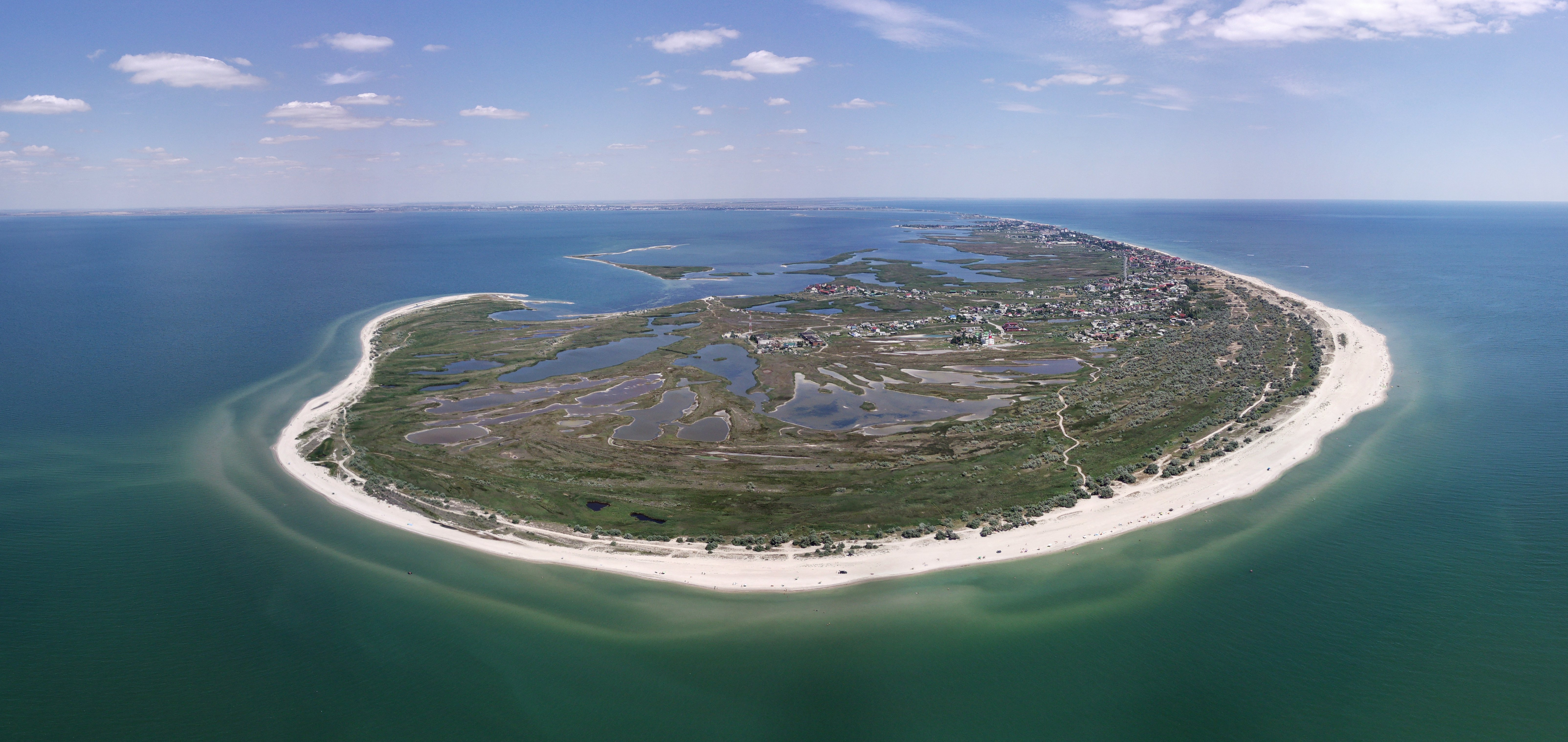
Оголовок Бердянської коси з прилеглою акваторією Бердянської затоки (червень 2021)
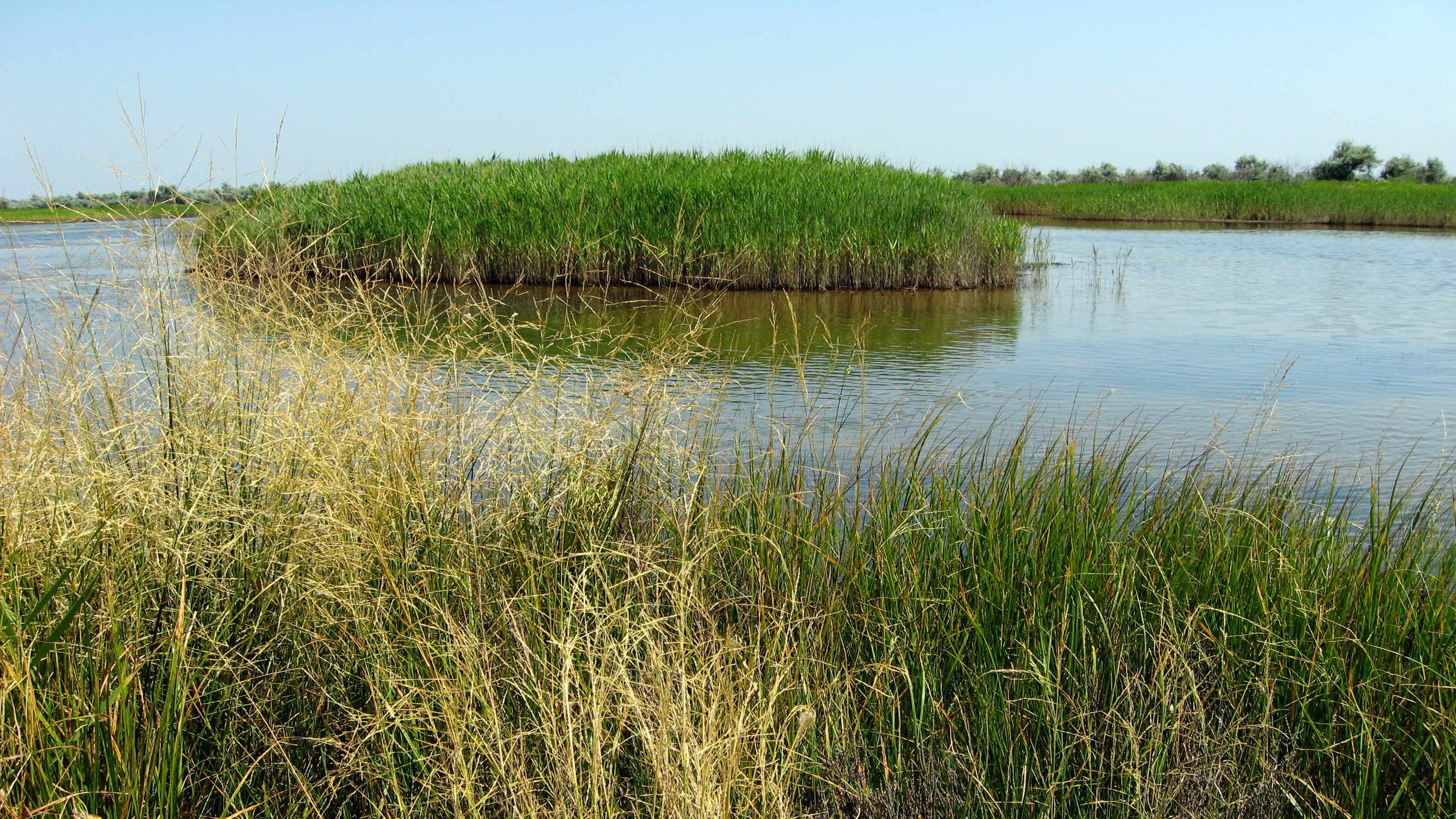
Солоне озеро (липень 2008)
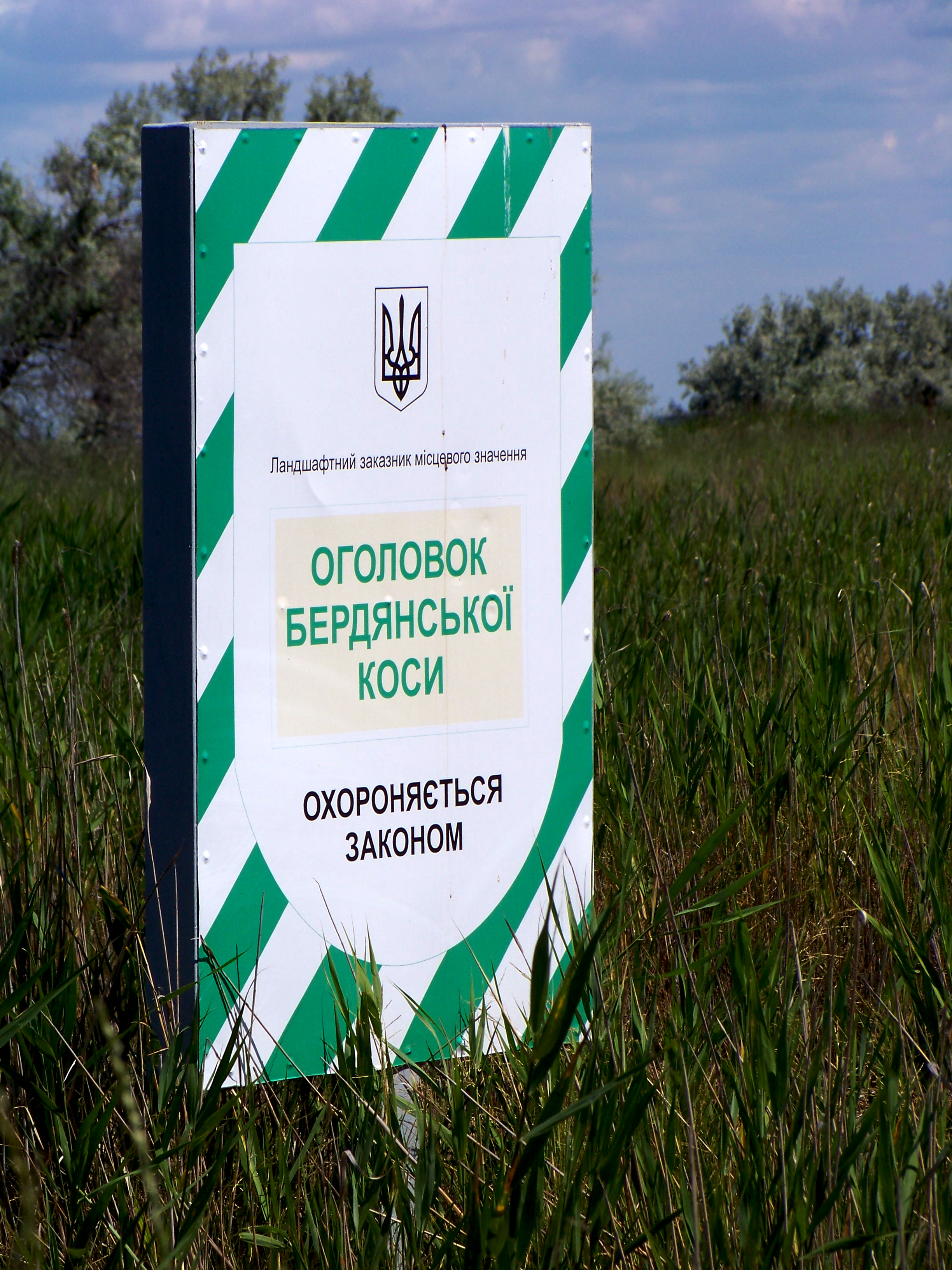
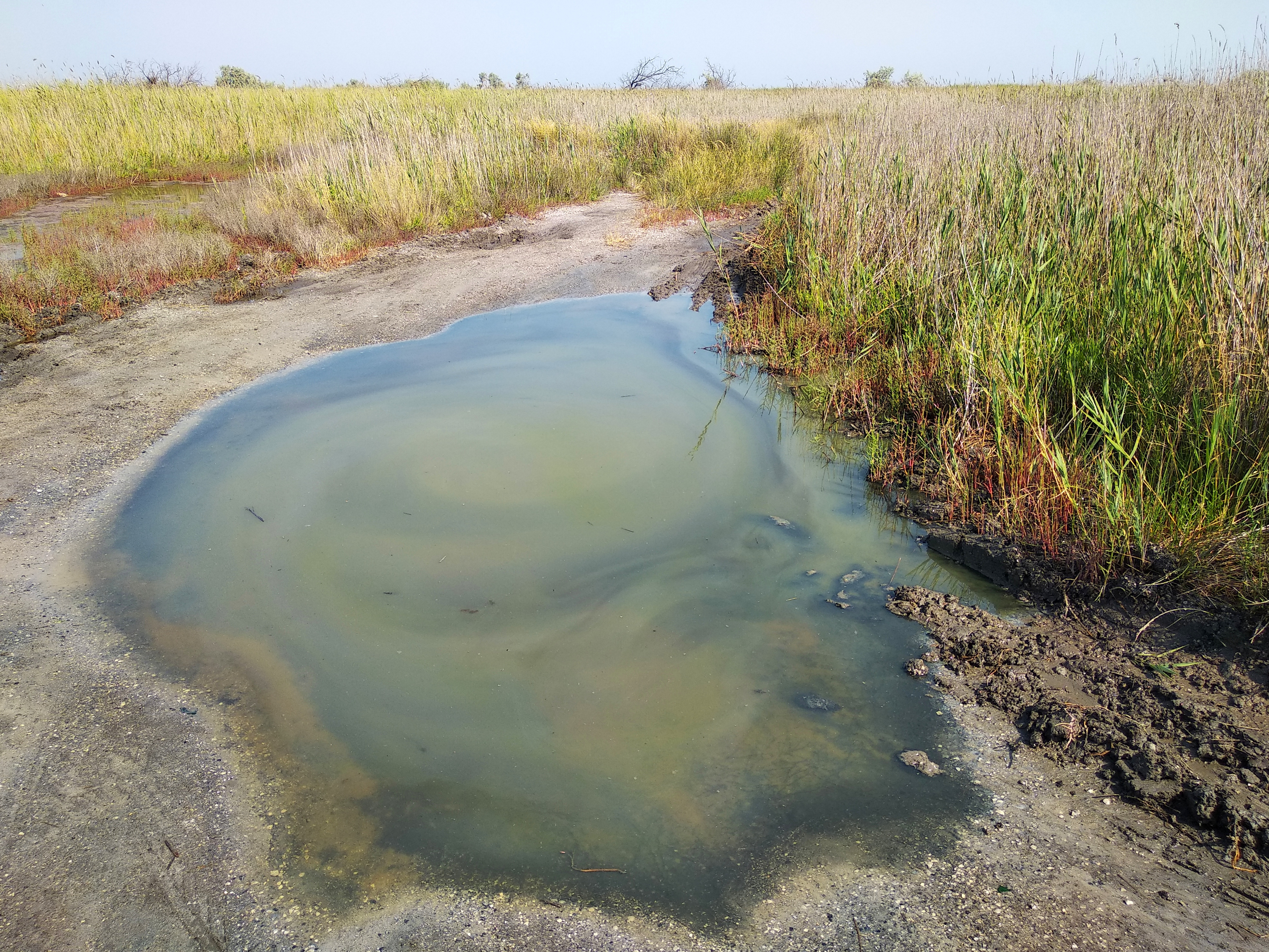
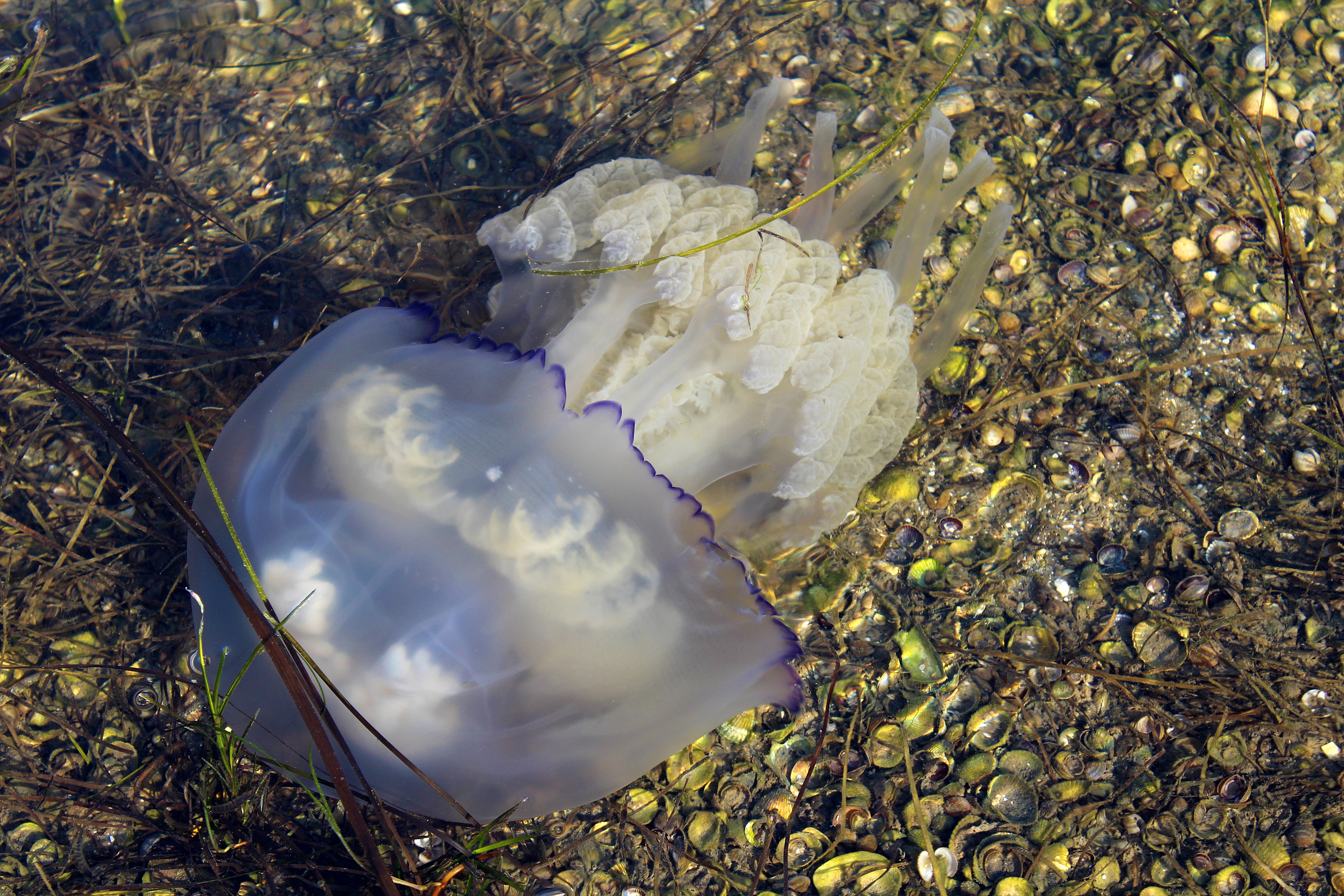
медуза корнерот